# Florin Piersic, Jr.
Florin Piersic junior (n. 18 iulie 1968) este un regizor de teatru și film, scenarist, actor și scriitor român, fiul actorilor Tatiana Iekel și Florin Piersic.

## Filmografie

### Regizor
- Advertising (2004)
- Fix Alert (2005)
- Eminescu versus Eminem (2005)
- Veneția (2007)
- Bani (2008)
- Pickpocket (2008)
- Killing Time (2012)

Regizor clipuri muzicale :
- Buy me with a coffee - URMA (2004)
- Un pic și gata - Gianina Corondan (2005)
- Ține minte - VIȚA DE VIE (2006)
- Get a life - URMA (2006)
- What I am - URMA (2008)
- Come Away  - Luiza Zan (2011)

### Scenarist
- Fix Alert (2005)
- Eminescu versus Eminem (2005)
- Killing Time (2012)

### Actor
- Marele singuratic (1977) - copil
- Colierul de turcoaze (1986) - slujitorul de la han
- Luminile din larg (1986)
- Cucoana Chirița (1987)
- Un studio în căutarea unei vedete (1989) - matematicianul
- Vinovatul  (1991)
- Dublu extaz (1998)
- Le Dernier Plan (2000) - Virgil Lancu
- The Elite (2001) - Nick
- Callas Forever (2002) - jurnalistul
- Mariage Interdit (2002) - Livreur pizzas
- Ce lume veselă (2003) - Dan
- Dunărea (2003) - Mircea
- 18:36 (2003)
- Călătorie de vis (2004) - Tudor Popescu
- Project W (2005)
- Fix Alert (2005)
- Eminescu versus Eminem (2005)
- La Urgență (serial, din 2006) - Radu Panc
- Tinerețe fără tinerețe (2007) - Dr. Gavrila
- Nașterea unei capodopere (2008) - producător de filme porno
- Dublă personalitate (2008) - producător
- Bani (2008)
- Town Creek (2009) - Scrawny Meth Freak
- Călătoria lui Gruber (2009) - Curzio Malaparte
- Contra Timp 2 (2009) - Corsicanul
- Bibliotheque Pascal (2010) - Peasant
- WebSiteStory (2010) - traficant de arme
- Werewolf: The Beast Among Us (2012) - Fang
- Killing Time (2012) - asasin #2
- The Necessary Death of Charlie Countryman (2013) - Radu
- Q.E.D (2013) - Alecu Voican
- Omega Rose (2020) - The Intruder
- Miami Bici (2020) - Albanezu'

## Premii
- 1991: Premiu la Gala Tânărului Actor, Costinești (Comedia erorilor)
- 1993: Nominalizare pentru debut la Gala UNITER (Regăsire)
- 2002: Premiul pentru cel mai bun actor al anului la Gala UNITER (Sex, drugs, rock and roll)
- 2003: Marele premiu la One-man show Festival, Chișinău (Sex, drugs, rock and roll)
- 2003: Cel mai bun spectacol la Festivalul Capul de Regizor, Buzău (Sex, drugs, rock and roll)
- 2004: Premiul special al juriului la Festivalul Alternative, Târgu Mureș (Advertising )
- 2005: Premiul special al juriului la B-Est Film Festival, București (Fix Alert)
- 2006: Premiul pentru Cel mai bun Film Experimental la Premiile UCIN (Fix Alert)
- 2014: Premiul special al juriului in cadrul Festivalului Comediei Românesti, ediția a XII-a, secțiunea Teatru Independent (Freak Show)
- 2014: Premiul pentru film experimental la Premiile Uniunii Cineaștilor din România (Killing Time)
- 2015: Cel mai bun actor într-un film românesc, Best Film Fest (Q.E.D)
- 2015: Cel mai bun actor într-un rol principal, Premiile GOPO (Q.E.D )

## Cărți publicate
- Opere cumplite, Editura Humanitas, 2009, ISBN 973-50-2503-8
- Romantic Porno, Editura Humanitas, 2011, ISBN 978-973-50-2923-4
- Ficțiuni reale, Editura Humanitas, 2013, ISBN 978-973-50-4160-1

## Volume colective
- Ficțiuni reale, coord. de Florin Piersic, Jr. - Costinela Caraene • Manuela Mureșan Ioana • Chicet-Macoveiciuc • George Mihalcea • Gabriela Mateescu • Anda Docea • Ofelia Prodan • Laurențiu Olteanu • Simona Constantinovici • Adriana Necula • Victor Alartes • Roxana Oroian • Andra-Claudia Nicoleanu • Rodica Mitu • Cristian Balaș • Sabina Yamamoto • Ioan Claudiu Todoran • Horia Hotăran • Bianca Matei • Mirela-Ionela Petcu • Mădălin-Eugen Popa • Andrei Patriciu • Alexandra Cărămidaru • Ioan Maxim • Mihaela Nițulescu • Irina Centea • Ilinca-Anamaria Prisăcariu • Anca Vieru • Mishu Vass • Dragoș Rusu • Raluca Bătănoiu • Mihnea Anastasiu • Miruna Polezache • Ion-Valentin Ceaușescu • Cezara Gheorghe • Maria Vlad • Luchian Abel • Loredana Loghin • Robert Burcuță • Sanda Pușcă • Răzvan Ropotan • Bianca Veșteman • Simona Sava • Ana Marian • Ioan-Cristian Gutău • Marcel Manea • Alexandra Suciu • Marian Dumitrașcu • Rebiana Petrescu • Dana Verescu • Oana Moisil • Celestin Cheran • Alexandra Gordea • Monica Bologa • Paula Veselovschi • Ion Pleșa • Bianca Neagoe • Nicolae Cîrstea • Bogdan Mușat • Raluca Tapalagă • Raluca Al-Haddad • Roxana Melnicu • Iulian Kir • Ovidiu Cobălcescu • Adrian Jugaru • Oana Gătitu; Ed. Humanitas, 2013;